# Tachigali pubiflora
Tachigali pubiflora är en ärtväxtart som beskrevs av George Bentham. Tachigali pubiflora ingår i släktet Tachigali och familjen ärtväxter. Inga underarter finns listade i Catalogue of Life.